# Clossiana lugens
Clossiana lugens är en fjärilsart som beskrevs av Roger Grund 1908. Clossiana lugens ingår i släktet Clossiana och familjen praktfjärilar. Inga underarter finns listade i Catalogue of Life.